# Elizabeth Day
Elizabeth Day (Inghilterra, 10 novembre 1978) è una scrittrice e giornalista britannica.

## Biografia
Nata nel 1978 in Inghilterra, ha trascorso l'infanzia in Irlanda del Nord e si è laureata in storia all'Università di Cambridge.
Nel 2012 ha esordito nella narrativa con il romanzo Scissors Paper Stone grazie al quale ha ottenuto il Betty Trask Award del valore di 3000 sterline.
In seguito ha pubblicato altri tre romanzi e un saggio, L'arte di saper fallire, parte memoir e parte raccolta di esperienze problematiche di donne intervistate nel corso degli anni.
Giornalista per il Guardian, ha lavorato per l'Evening Standard, il Sunday Telegraph, The Mail on Sunday, Elle e The Observer.

## Opere

### Romanzi
- Scissors Paper Stone (2012)
- Home Fires (2013)
- Paradise City (2015)
- Il party (The Party, 2017), Vicenza, Neri Pozza, 2019 traduzione di Serena Prina ISBN 978-88-545-1812-4.
- La gazza (Magpie, 2021), Vicenza, Neri Pozza, 2022 traduzione di Chiara Ujka ISBN 978-88-545-2333-3.

### Saggi
- L'arte di saper fallire (How to Fail: Everything I’ve Ever Learned From Things Going Wrong, 2019), Vicenza, Beat, 2021 traduzione di Serena Prina ISBN 978-88-6559-847-4.
- Failosophy: A Handbook For When Things Go Wrong (2020)

## Premi e riconoscimenti
- Betty Trask Award: 2012 vincitrice con Scissors, Paper, Stone